# ЭПг
ЭПг (электропоезд для городских перевозок) — серия низкопольных электропоездов переменного тока, эксплуатируемых Белорусской железной дорогой (бел. Беларуская чыгунка, БЧ) на линиях Минской городской электрички, производства швейцарской компании Stadler Rail AG. Данная серия относится к семейству моторвагонного подвижного состава Stadler FLIRT, подсемейству Stadler FLIRT 160. Заводское обозначение типа — L-4219. Также известен под наименованием «Астра».

## История создания и выпуска

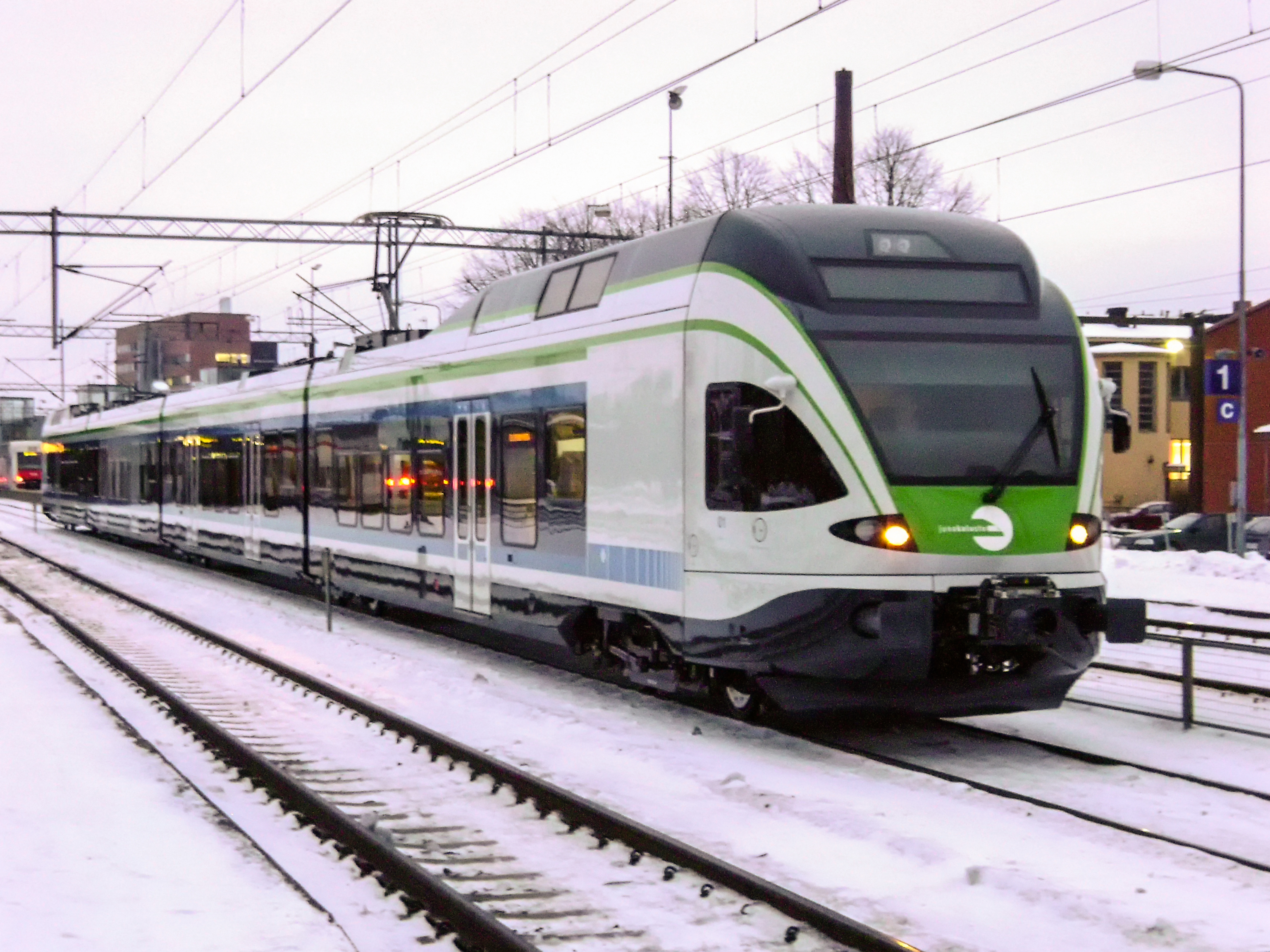
Электропоезд Sm5 (версия Flirt 160 для Финляндии) — прототип для ЭП^{г}

Белорусской железной дорогой 19 марта 2010 года был заключён контракт на поставку шести электропоездов ЭПг для реализации проекта Минской городской электрички.
Этот электропоезд (как и ЭПр для региональных перевозок) является отдельным исполнением эксплуатируемой в Финляндии аналогичной модели, рассчитанной на температуру окружающей среды до −40 °C; взятый за основу поезд адаптирован под условия и требования БЧ (изменены система обеспечения безопасности движения, токоприёмники, радиосвязь и тому подобное). Заводское обозначение ЭПг такое же, как у четырёхвагонной версии ЭПр (L-4219); основные отличия ЭПг от ЭПр по компоновке приведены ниже в таблице.
| Серия / заводской тип | Составность при поставке | Компоновка посадочных мест |
| --------------------- | ------------------------ | -------------------------- |
| ЭПг / L-4219          | Четырёхвагонная          | 2+3                        |
| ЭПр / L-4219          | Четырёхвагонная          | 2+2                        |
| ЭПр / L-4266          | Пятивагонная             | 2+3                        |

Всего выпущено шесть составов серии, получивших порядковые номера от 001 до 006 включительно. Поезда с номерами 001, 002, 003 построены в 2011 году, остальные три — в следующем. Постройка производилась на заводе в швейцарском Буснанге (Stadler Busnang AG).
В апреле 2011 года завершились сертификационные испытания ЭПг. Испытания проведены органом по сертификации ООО «Балтийский испытательный центр» с участием специалистов Белорусской железной дороги и в присутствии представителей компании Stadler. В июне того же года представителями БЧ совместно со швейцарскими специалистами проведены испытания поездов при работе по системе многих единиц (СМЕ), в ходе которых количество поездов в одном составе довели до трёх. В таком сцепе поезда проследовали от станции Минск-Северный до станции Олехновичи.

## Общие сведения

### Назначение
Электропоезда ЭПг предназначены для внутригородских и пригородных перевозок на маршрутах города Минска на электрифицированных железнодорожных линиях с номинальным напряжением переменного тока 25 кВ частотой 50 Гц, оборудованных средними и низкими пассажирскими платформами.

### Составность
Все поезда поставлены в четырёхвагонной составности. Первые тележки головных вагонов (под кабиной машиниста) являются двухосными моторными, а между вагонами везде установлены двухосные тележки Якобса с необмоторенными осями; то есть электропоезд имеет осевую формулу Bo'2'2'2'Bo' (в формате UIC). Композицию электропоезда можно записать как Мг=Пп=Пп=Мг, где Мг — моторный головной вагон, Пп — прицепной промежуточный вагон, знак «=» означает сочленённое сцепление через тележку Якобса. Допускается эксплуатация двух или трёх поездов по СМЕ (с формированием соответственно составов по 8 или 12 вагонов).

### Нумерация и маркировка
Составы ЭПг получили трёхзначные порядковые номера (от 001 до 006 включительно). Каждый вагон получил четырёхзначный номер, где первые три символа (цифры) совпадают с номером состава, а четвёртый символ (латинская буква) обозначает конкретный вагон. Вагонам Мг соответствуют буквы A и B, вагонам Пп — буквы C и D. В общем случае распределение номеров вагонов в составе выглядит следующим образом: XXXA=XXXD=XXXC=XXXB, где XXX — порядковый номер состава. Например, первый вагон состава ЭПг-002 имеет номер 002A.
Маркировка на лобовой части вагона Мг содержит тип и порядковый номер состава и выполняется в формате ЭПг-XXX над автосцепкой. Маркировка на борту вагона в первой строке содержит краткое обозначение оператора (БЧ), тип состава и номер вагона (например, БЧ ЭПг-002B — для вагона B состава ЭПг-002). Во второй строке указывается восьмизначный сетевой номер вагона (например, 13929237 — для того же вагона).

## Технические характеристики
Основные параметры электропоезда:
- ширина колеи — 1520 мм;

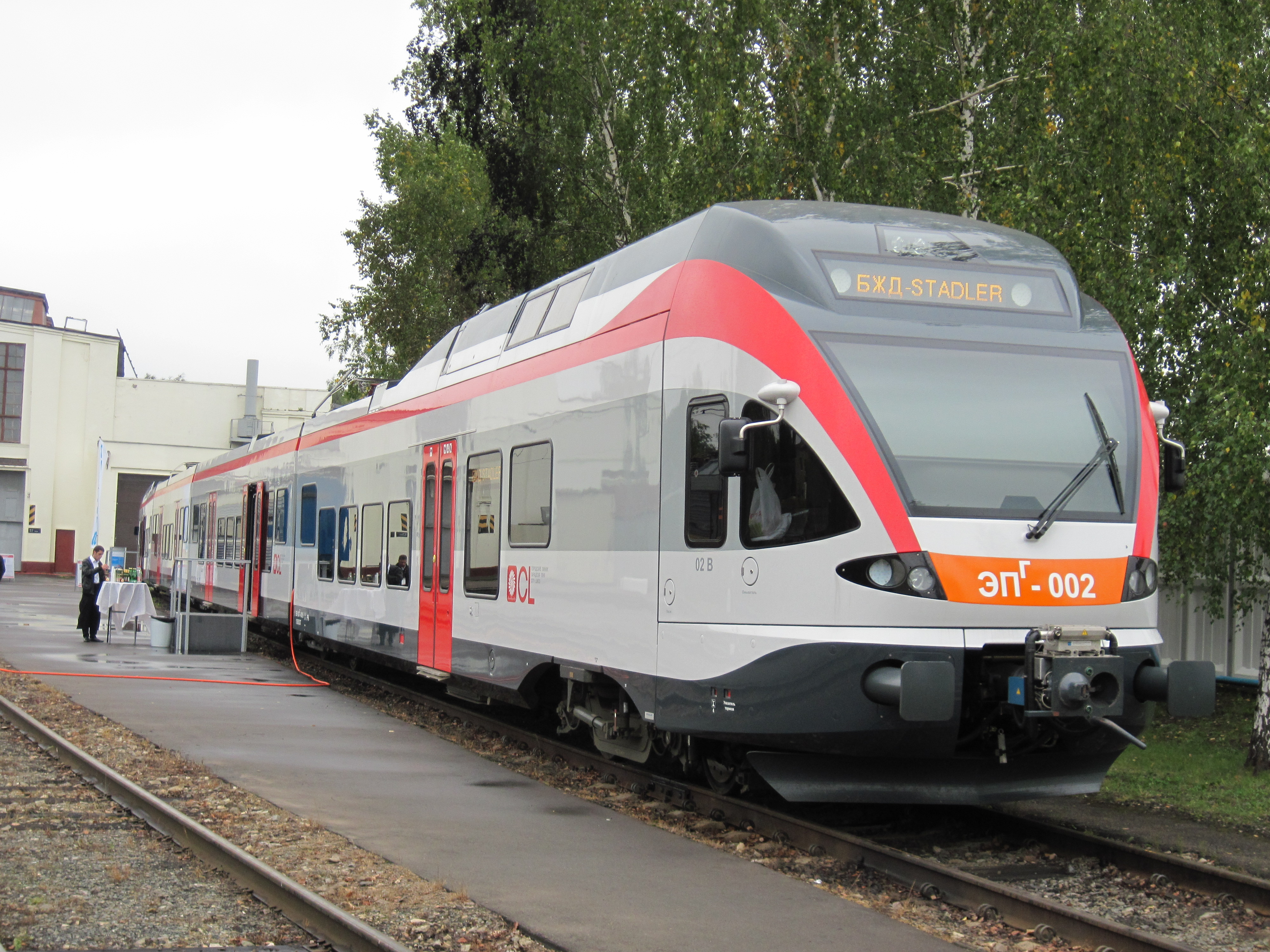
ЭП^{г}-002 на Экспо 1520 в Щербинке (2011 год)

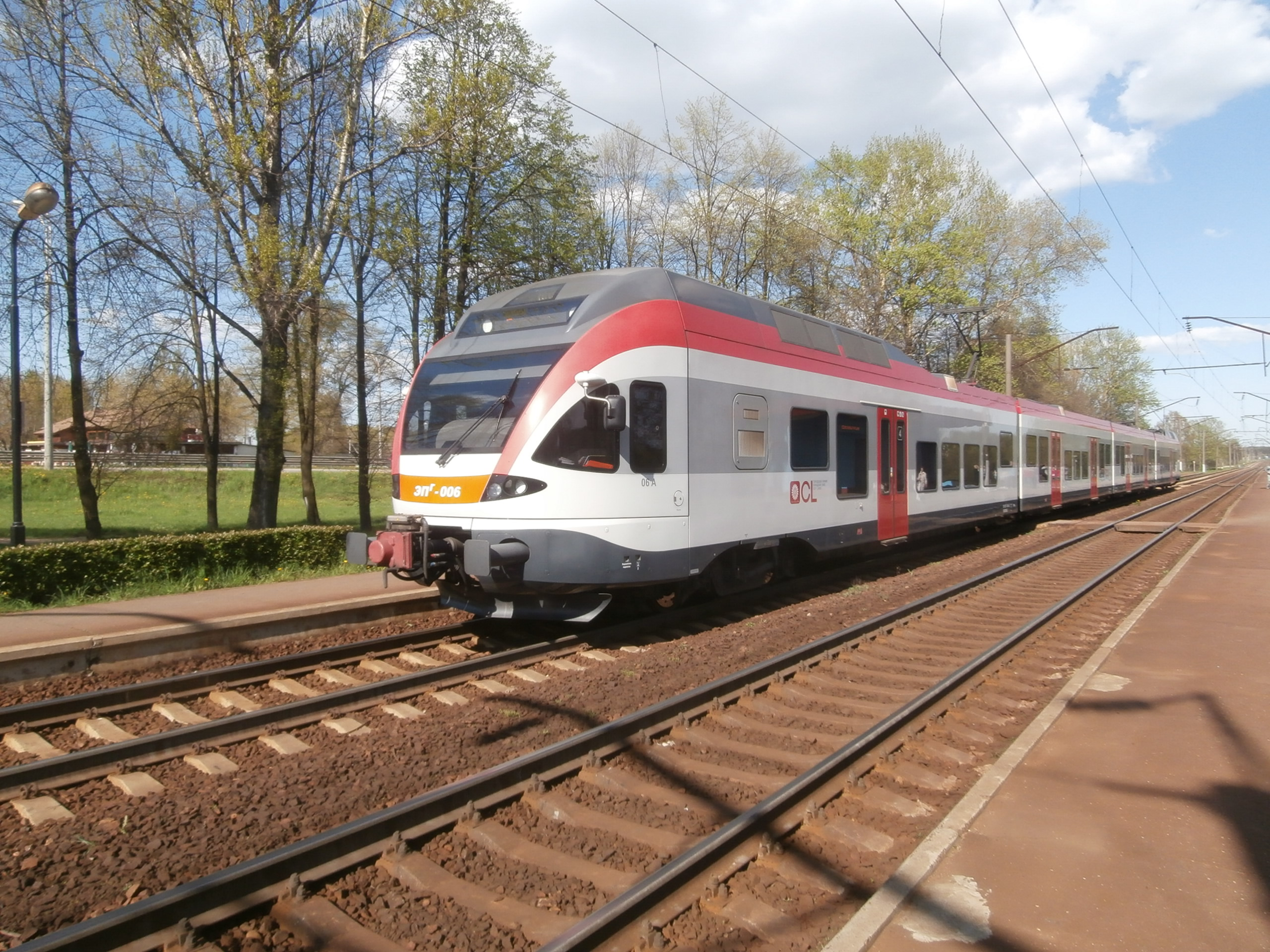
ЭП^{г}-006 (последний ЭП^{г} в выпуске)

- напряжение в контактной сети — ~25 кВ (50 Гц);
- осевая формула — Bo'2'2'2'Bo';
- число мест для сидения:
  - постоянных — 232;
  - откидных — 26[к 1];
- общая вместимость (согласно DIN 25008, при плотности 4 чел./м²) — 346+232+26=604 чел.;
- высота пола:
  - пониженный уровень — 600 мм;
  - стандартный уровень — 1120 мм;
- ширина дверей — 1300 мм;
- число дверей:
  - вагона Мг — 2×1;
  - вагона Пп — 2×2;
- продольная прочность — 1500 кН;
- длина по осям автосцепок — 75 200 мм;
- ширина — 3200 мм;
- высота — 4400 мм;
- колёсная база тележек:
  - моторной — 2700 мм;
  - немоторной — 2750 мм;
- диаметр новых колёс:
  - моторной тележки — 860 мм;
  - немоторной тележки — 800 мм;
- мощность на ободе колеса:
  - длительная — 2×2×500=2000 кВт;
  - максимальная — 2×2×650=2600 кВт;
- максимальная пусковая сила тяги (до 47 км/ч) — 200 кН;
- максимальное ускорение при полной нагрузке — 1,2 м/с²;
- максимальная эксплуатационная скорость — 160 км/ч.

## Конструкция
Электропоезд имеет сварной кузов из алюминиевых профилей. Корпуса кабин машиниста выполнены из пластика, армированного стекловолокном. Тележки снабжены пневматической подвеской.

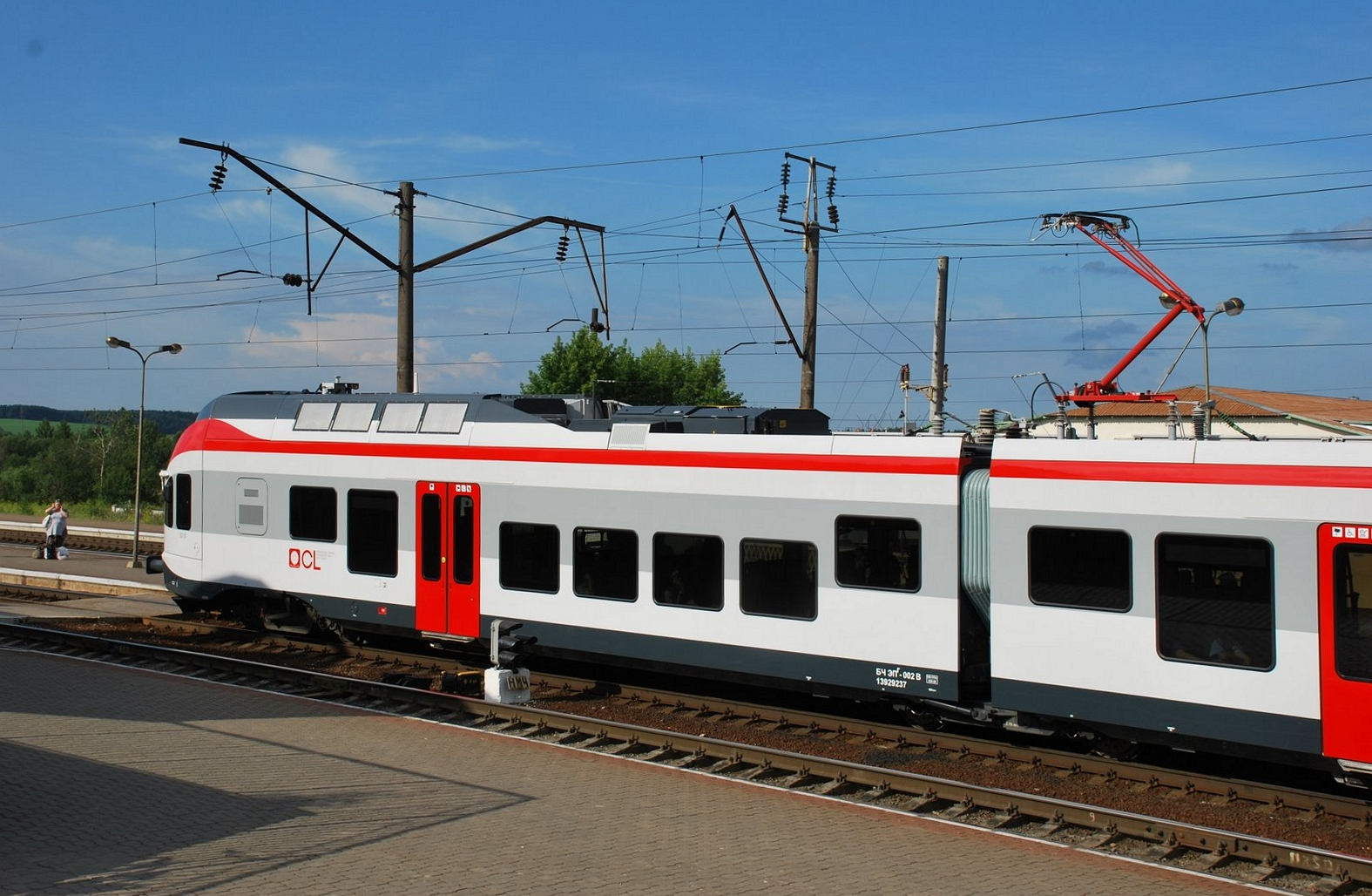
ЭПг-002. Вагон Мг и часть вагона Пп, вид сбоку
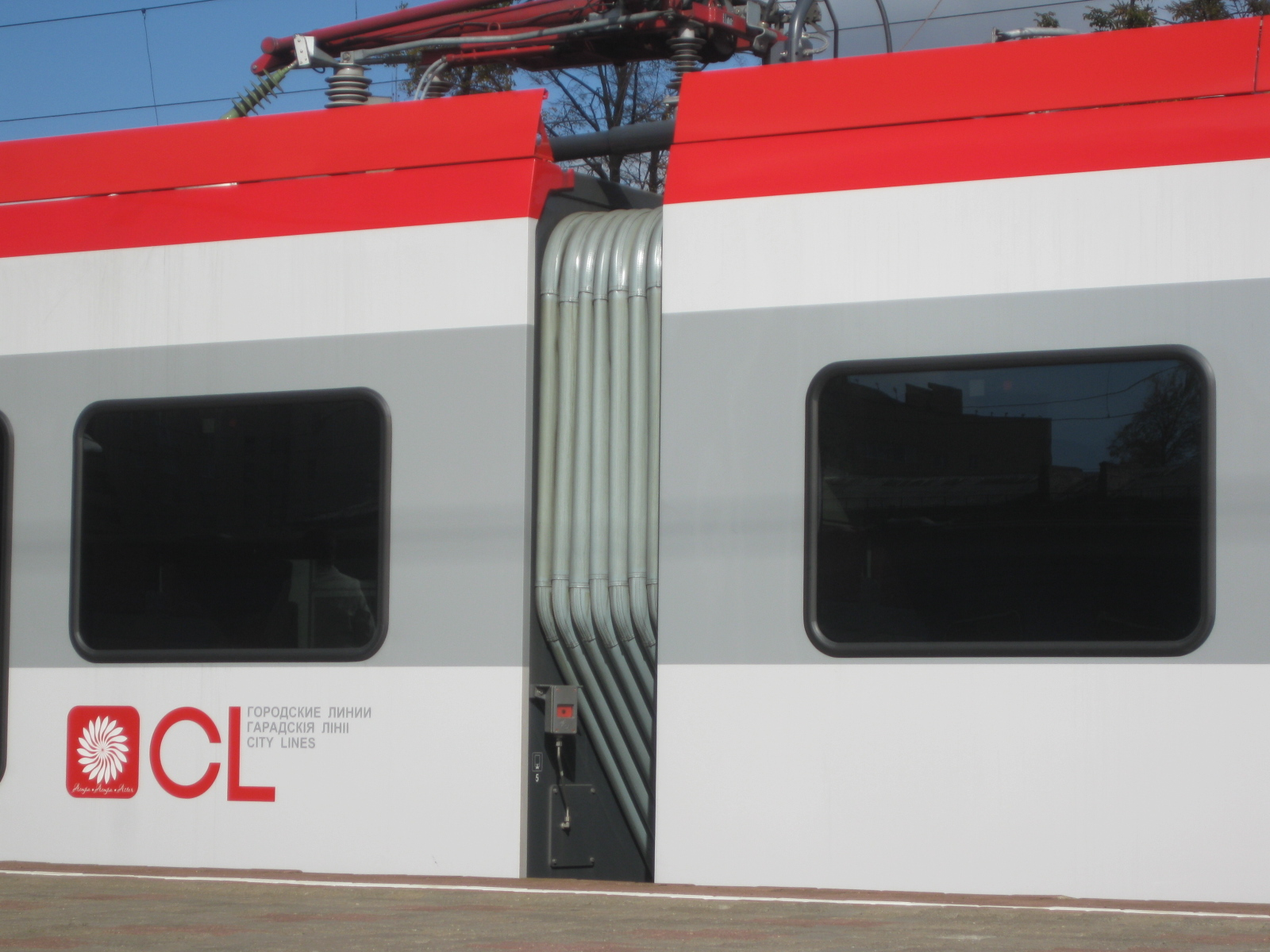
Межвагонный переход
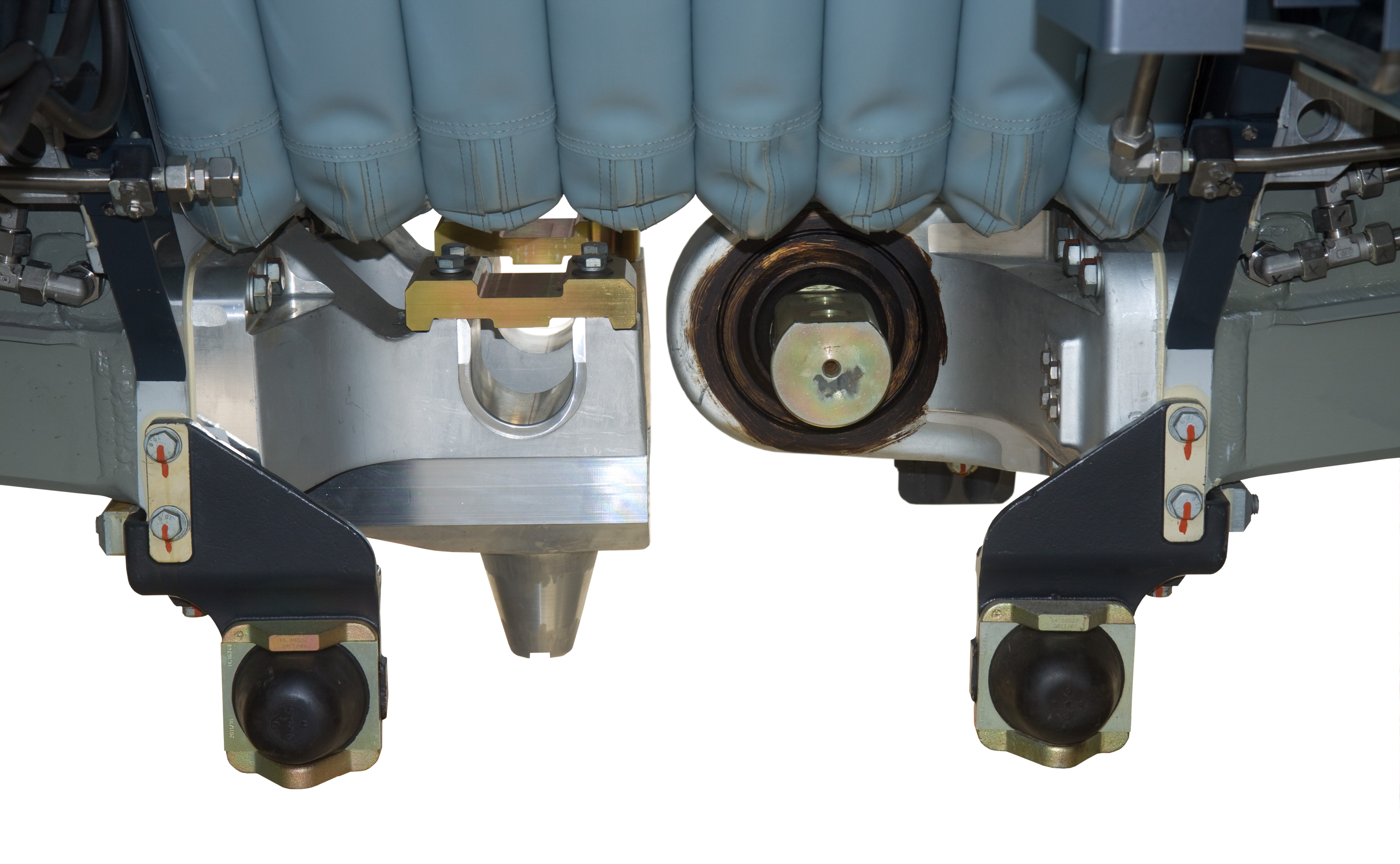
Шарнир над тележкой Якобса (разобран, тележка отсутствует)

Для управления тягой в вагонах установлены четыре тяговых преобразователя на силовых транзисторах (БТИЗ); преобразователи имеют водяное охлаждение. Система управления имеет поездную и межпоездную магистраль передачи данных и процессор системы диагностики. Для подачи напряжения от контактной сети каждый вагон Пп имеет на крыше асимметричный полупантограф.
Салон имеет стандартный и пониженный уровни пола; доля участков с пониженным уровнем пола достигает 70 %. Переходы из вагона в вагон выполнены без межвагонных перегородок. Пассажирский салон и кабина машиниста снабжены системой кондиционирования. Туалет вакуумного типа, приспособлен для пользования людьми с ограниченными возможностями. Вагоны снабжены системой информирования пассажиров и системой видеонаблюдения.

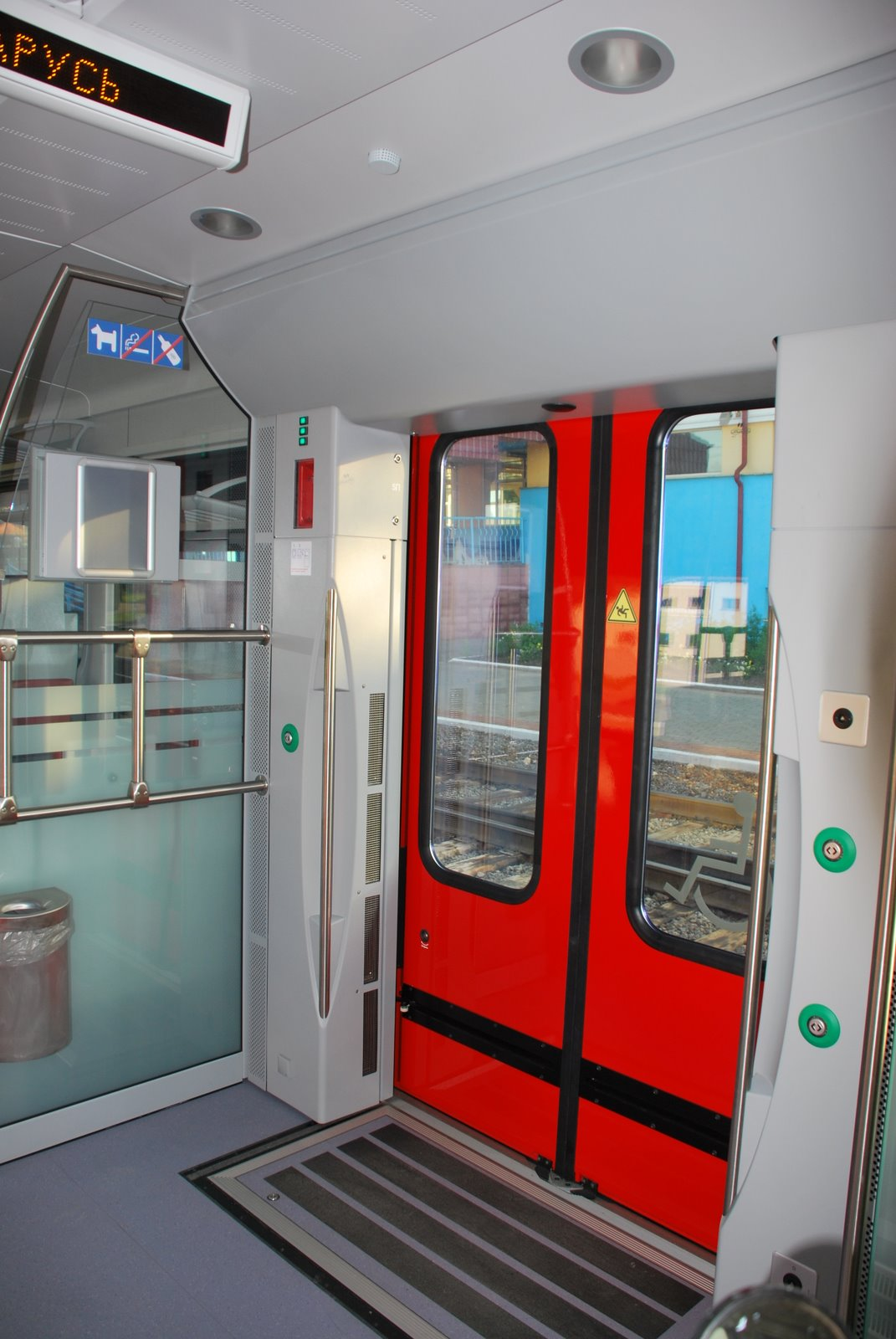
Входная площадка
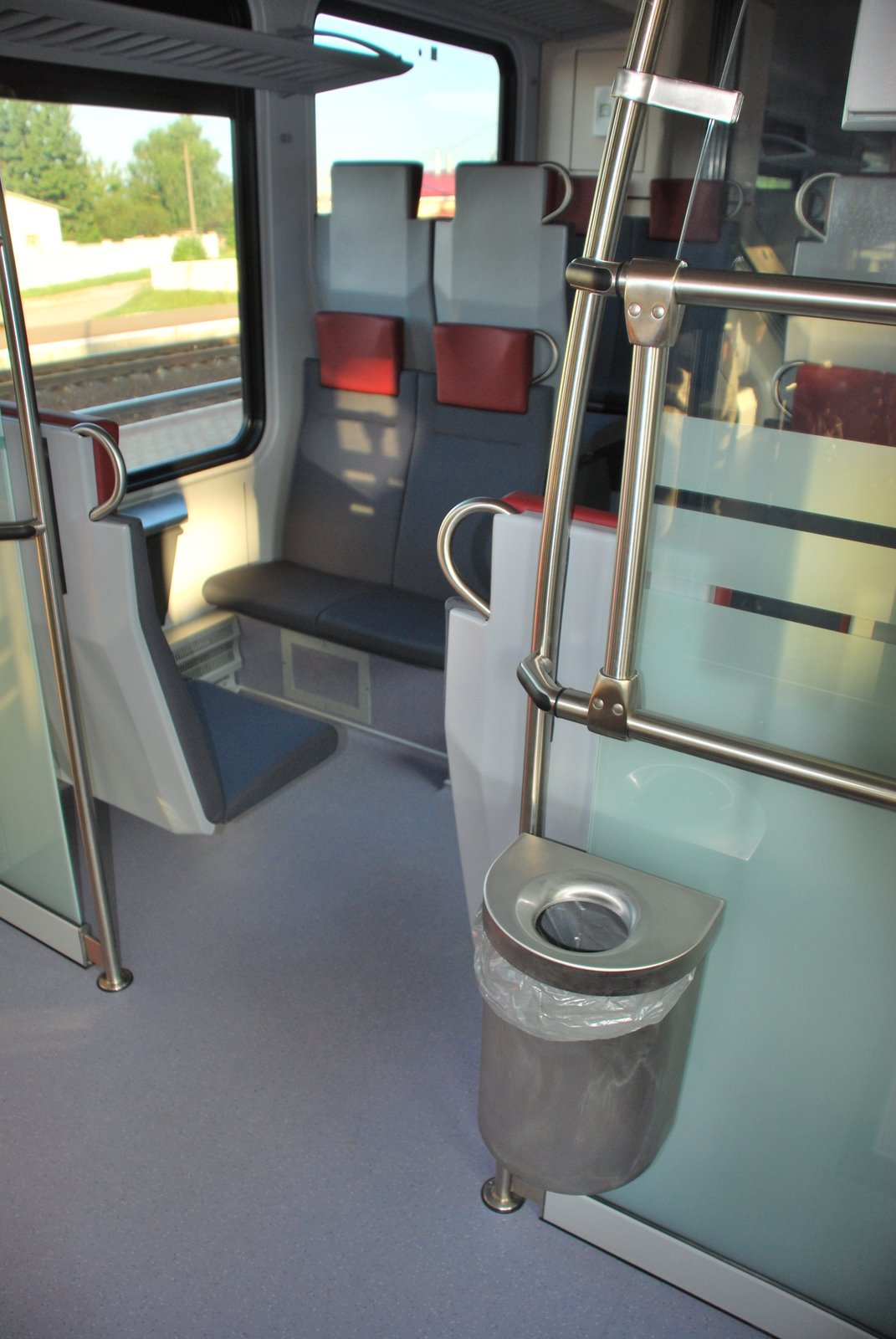
Проход к пассажирским местам
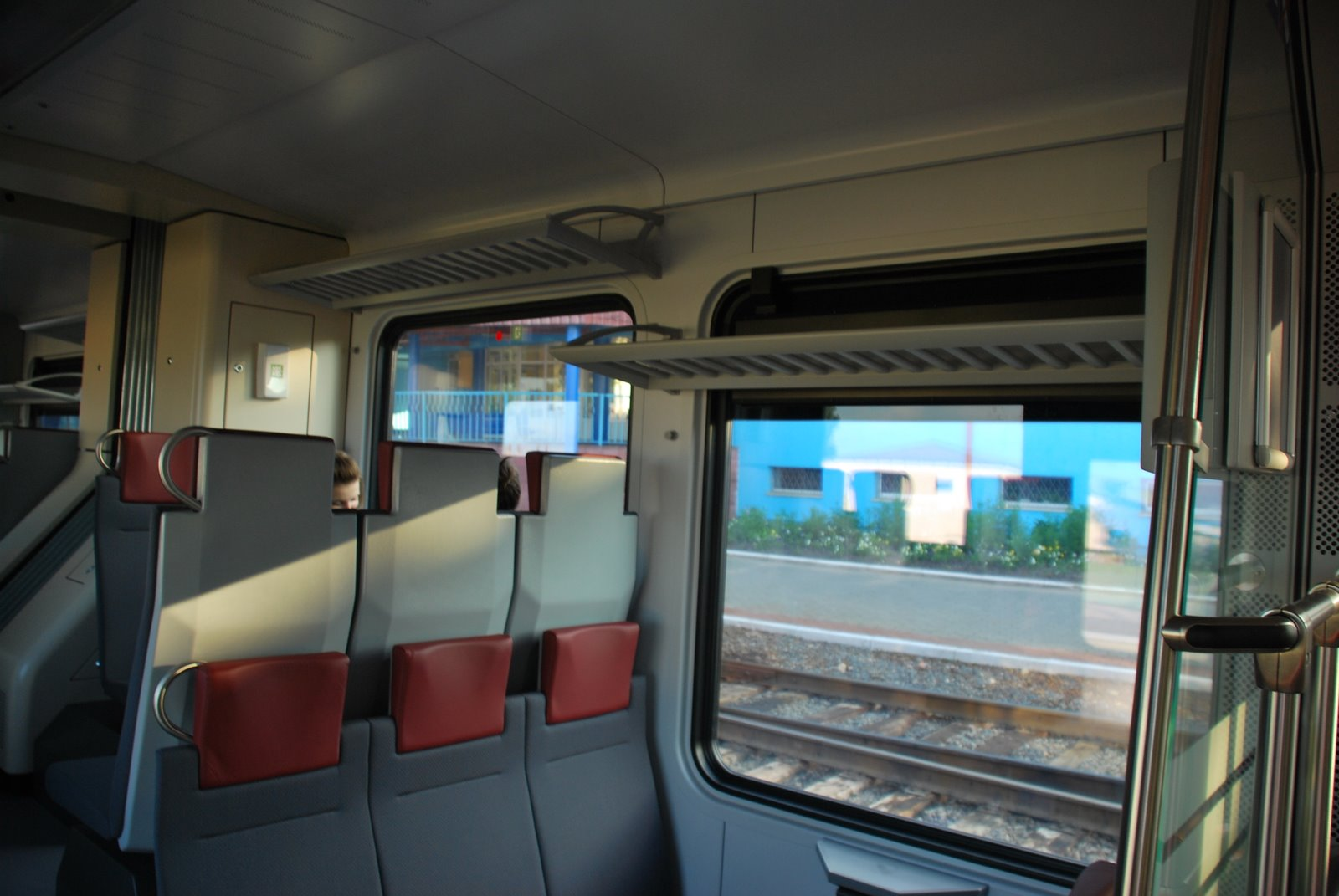
Пассажирские кресла и окно
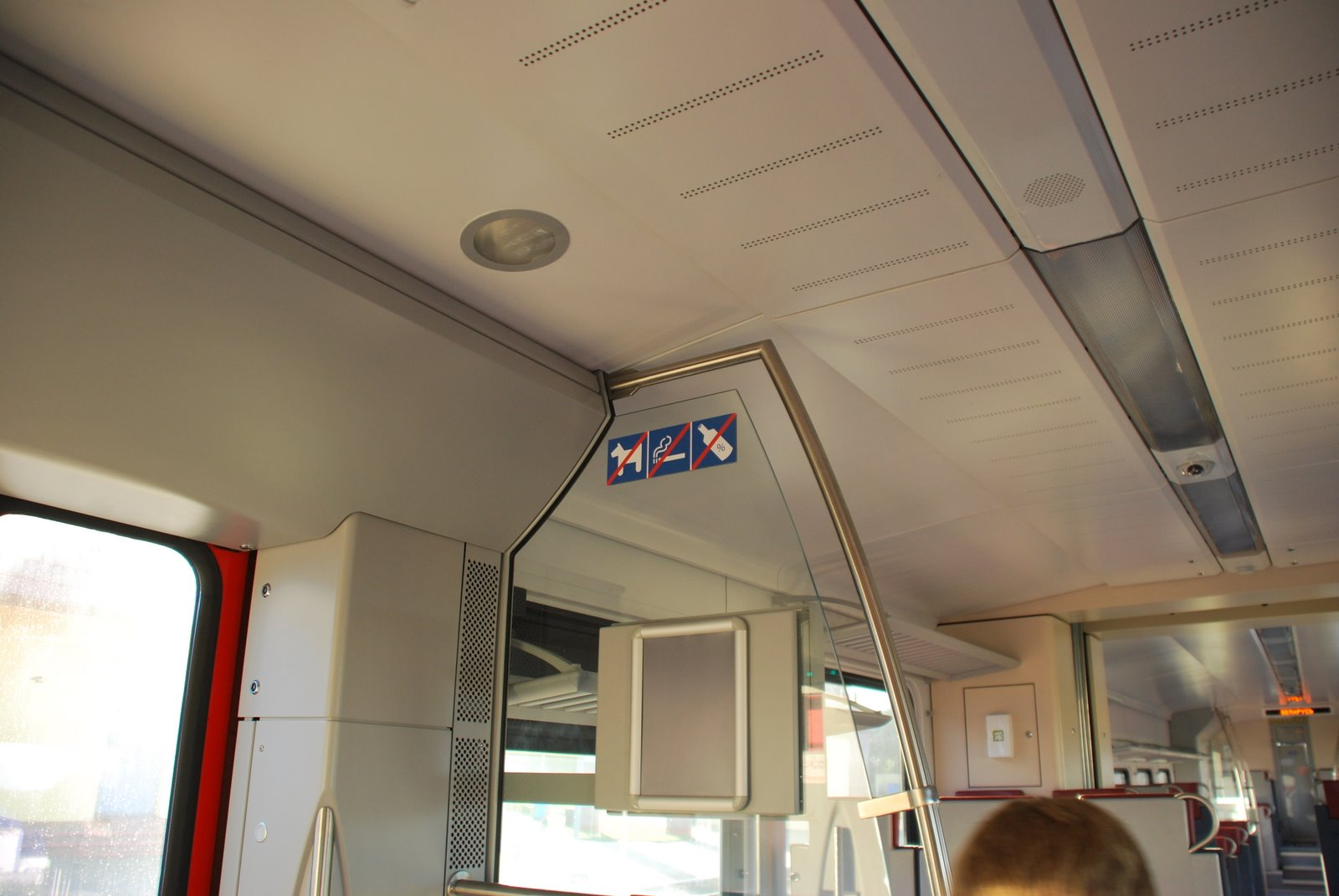
Потолок

## Эксплуатация
1 июля 2011 года началась тестовая эксплуатация электропоездов ЭПг, для которой отводился участок между станцией Минск-Пассажирский и станцией Беларусь (город Заславль). За первый месяц тестовой эксплуатации было перевезено более 41 тысячи человек. 10 сентября того же года началась регулярная эксплуатация электропоездов (первым таким стал маршрут Минск-Пассажирский — Ждановичи — Беларусь (Заславль).
Электропоезда серии ЭПг поступили в депо Минск-Северный и стали эксплуатироваться на следующих маршрутах:
- Минск — Заславль[19];
- Минск — Руденск[20];
- Минск — Смолевичи[21].

## См. также

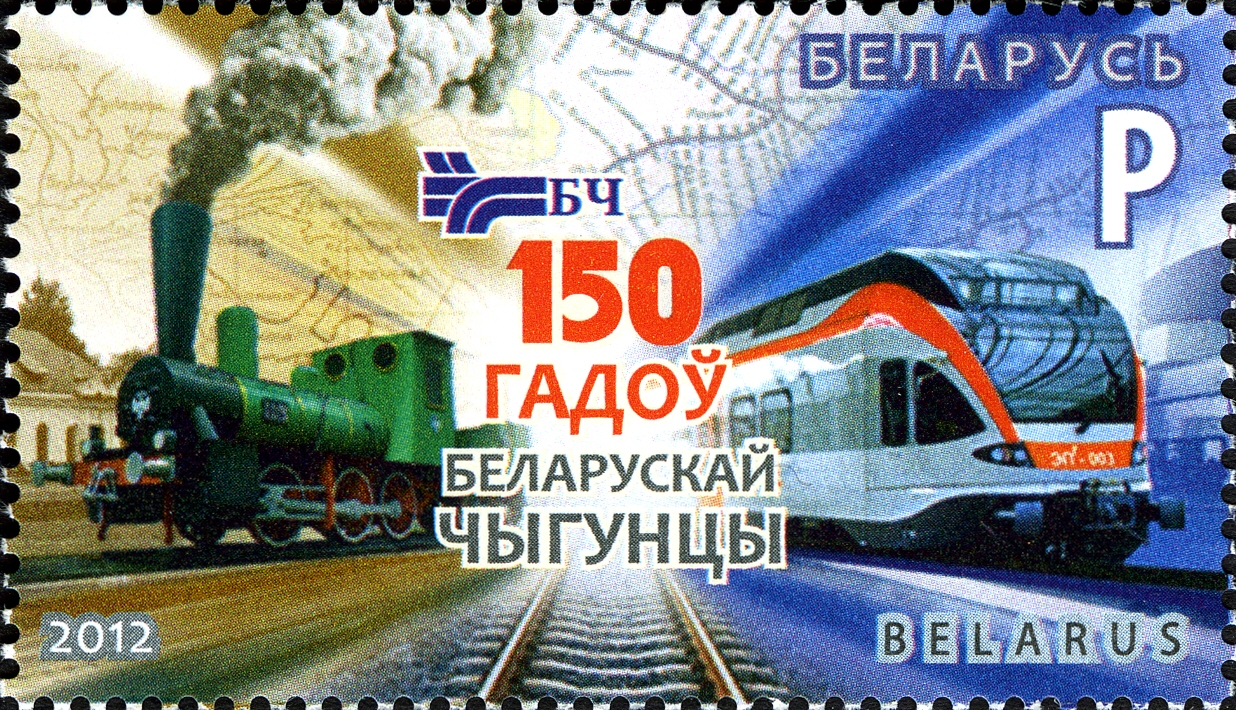
Электропоезд ЭП^{г} на почтовой марке Республики Беларусь (справа)